# Nikolaj Vasil'evič Nikitin
Nikolaj Vasil'evič Nikitin, in russo Николай Васильевич Никитин? (Tobol'sk, 15 dicembre 1907, 2 dicembre del calendario giuliano – Mosca, 3 marzo 1973), è stato un architetto e ingegnere sovietico.

## Biografia

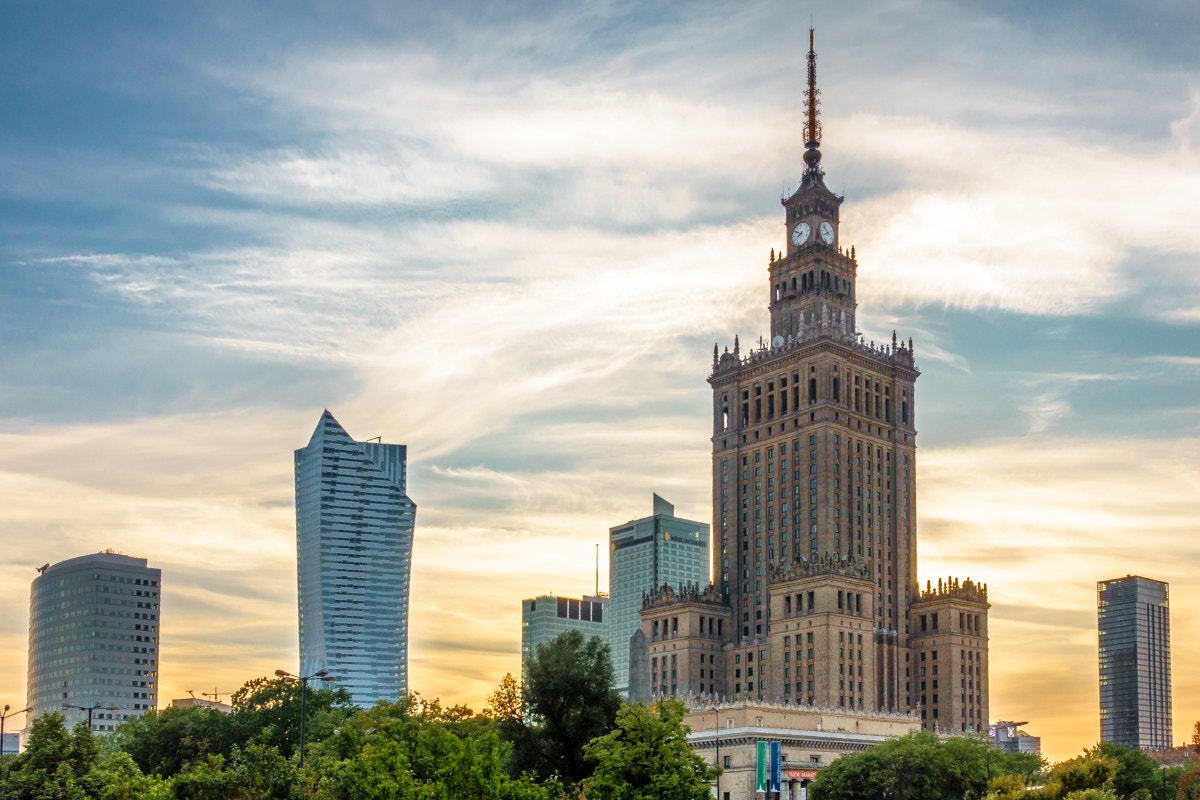
Palazzo della Cultura e della Scienza di Varsavia

Nikitin nacque a Tobol'sk nella famiglia di un ingegnere tipografico. Quando aveva 17 anni venne morso da un serpente che gli offese il piede destro in maniera permanente. Nel 1930 si diplomò all'Istituto politecnico di Tomsk in Tecnica delle costruzioni.
Nel 1932 progettò la stazione di Novosibirsk. Nel 1937 si trasferì a Mosca, dove progettò la costruzione del Palazzo dei Soviet. Nel 1957 fu promosso a capo architetto del Mosproekt-2, l'Istituto per la pianificazione delle costruzioni civili della città di Mosca.
Nikitin morì il 3 marzo 1973 e fu tumulato nel cimitero di Novodevičij.

## Edifici
Alcune tra le sue creazioni più importanti:
- Università statale di Mosca. Nikitin si occupò dell'edificio principale (240m), al tempo della sua costruzione il più alto d'Europa, costruito tra il 1949 e il 1953.

- Palazzo della Cultura e della Scienza di Varsavia, costruito tra il 1952 e il 1955. Nikitin collaborò alla sua costruzione con Lev Rudnev.

- Stadio Lužniki.

- La colossale statua di 85 metri collocata sulla collina Mamaev Kurgan a Volgograd, La Madre Patria chiama!. La scultura fu progettata da Evgenij Vučetič.

- Torre di Ostankino, completata nel 1967, alta 540 metri.